# Sint-Remigiuskerk (Slenaken)
De Sint-Remigiuskerk is een kerkgebouw in Slenaken in de Nederlands Zuid-Limburgse gemeente Gulpen-Wittem.
Rond de kerk ligt een kerkhof waar zich enkele hardstenen grafkruisen bevinden uit de 17e eeuw en enige gietijzeren kruisen uit de 19e eeuw. De kerk met het kerkhof zijn deels ommuurd en omhaagd. Ze liggen op een lage kerkheuvel die een uitloper vormt van een heuvel aan de zuidoostzijde. De kerk is aan de zuidrand van het dorp gesitueerd op een klein pleintje waar jaarlijks een mei-den wordt geplaatst. Ze ligt niet ver van het kruispunt van wegen, waar de weg door het Gulpdal van Gulpen naar Teuven de weg van Sint-Martens-Voeren naar Mechelen kruist. Op ongeveer 40 meter van de kerk staat op de hoek van de Dorpsstraat een Mariakapelletje en nog eens 100 meter verder de Sint-Rochuskapel.
De kerk is een rijksmonument en is gewijd aan de heilige Remigius van Reims.

## Geschiedenis
In de 14e eeuw werd een kapel ter ere van de H. Remigius gesticht in Slenaken.
Sinds 1575 werd de kapel door de Sepulchrijnen van Hoogcruts bediend.
Vóór 1676 maakte het dorp kerkelijk deel uit van de Belgische parochie Sint Maartensvoeren. Slenaken werd toen een zelfstandige parochie.
In 1783 kwam het huidige koor tot stand dat tegen een vermoedelijk 16e-eeuwse kapel aan gebouwd werd.
In 1793 kreeg Slenaken pas na een aantal conflicten een nieuwe kerk, conform het besluit van het Hof van Brabant, de huidige Sint-Remigiuskerk. Het ontwerp was van de Brusselse architect Wincqs. Daarbij werd in de periode 1792-1793 op de plaats van de oude kapel het huidige schip met westtoren gebouwd. Uit die tijd zijn verschillende onderdelen van het interieur van de kerk, waaronder de onderbouwen van de altaren, de communiebank, de biechtstoelen en een eiken sacristiekast.
In 1911 kreeg het gebouw de gebrandschilderde ramen. In 1941 werd op het kerkhof een Heilig Hartbeeld geplaatst.

## Opbouw
Het huidige gebouw bestaat uit een driezijdig gesloten koor, een driebeukig halleschip en een ingebouwde westtoren. Het gebouw is noordnoordoost georiënteerd. De toren heeft drie geledingen en een achtzijdige ingesnoerde spits met bovenop een omstraald kruis. De zijbeuken zijn smaller en lopen door langs de toren. Aan de noordzijde van het koor bevindt zich de doopkapel en aan de zuidzijde bevindt zich de sacristie. De doopvont is gemaakt van Naamse steen. De kerk zelf is van baksteen met op de hoeken blokken mergel. De plinten zijn van Naamse steen en in het koor zijn de plinten van regelmatige breuksteen. Ook is er Naamse steen gebruikt voor de sluitstenen, imposten, plintblokken en onderdorpels in de rondboogvensters en voor de friezen met consoles onder de daklijsten. Het dak is gedekt met leien. Het schip eindigt aan de oostkant met een puntgevel. Het dak van het koor ligt lager dan het schip en loopt door over de doopkapel en de sacristie.

## Afbeeldingen

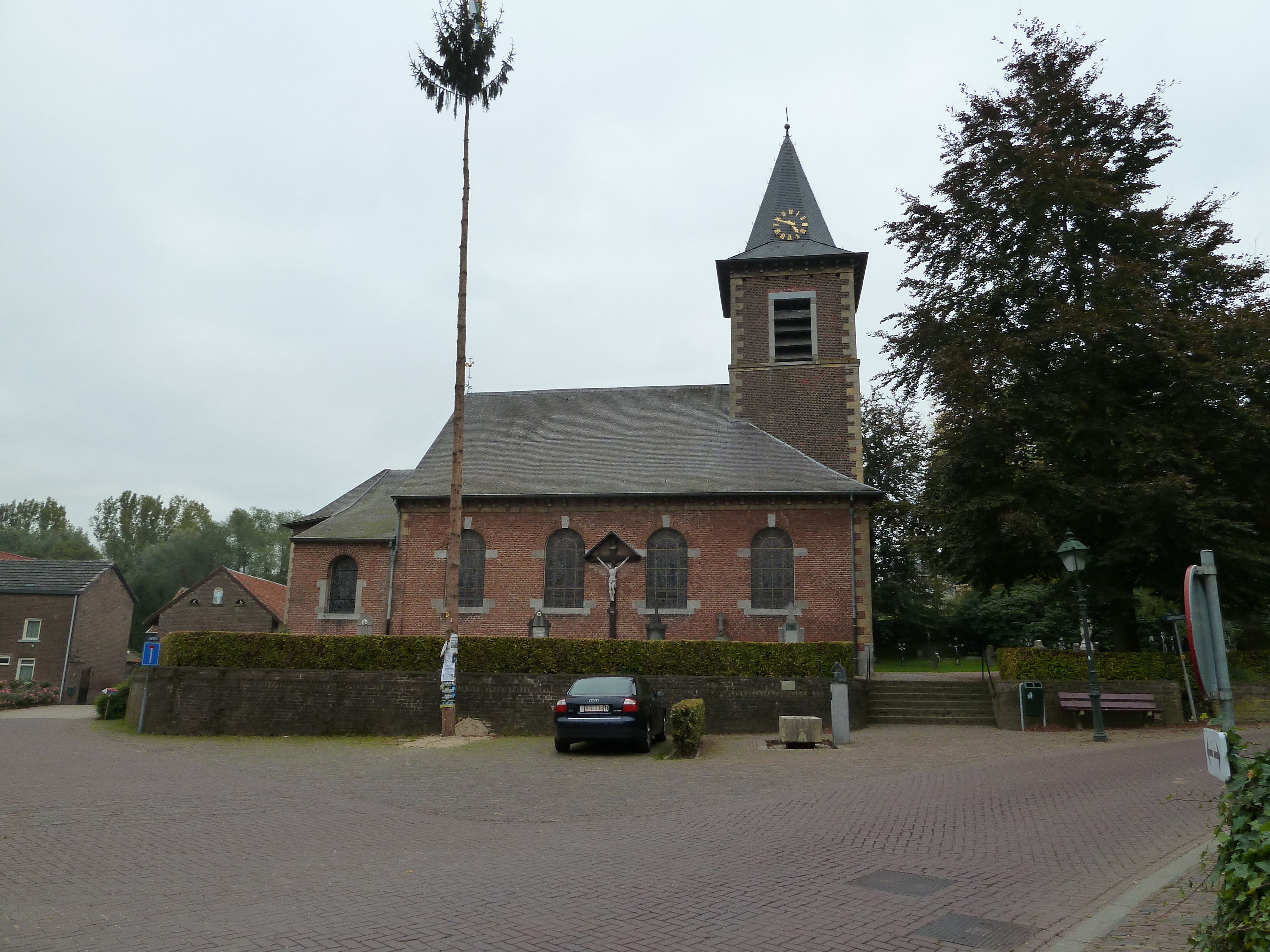
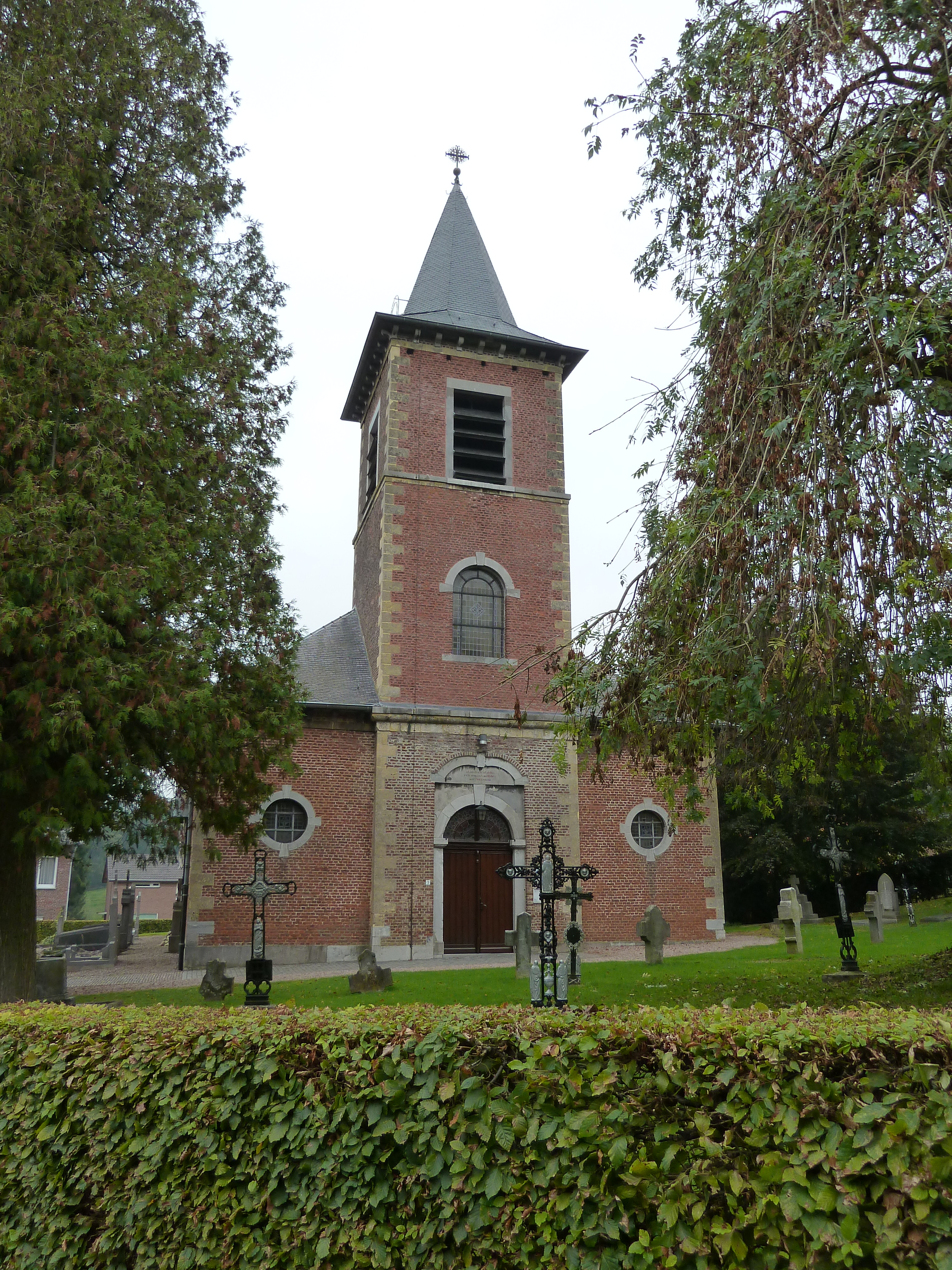
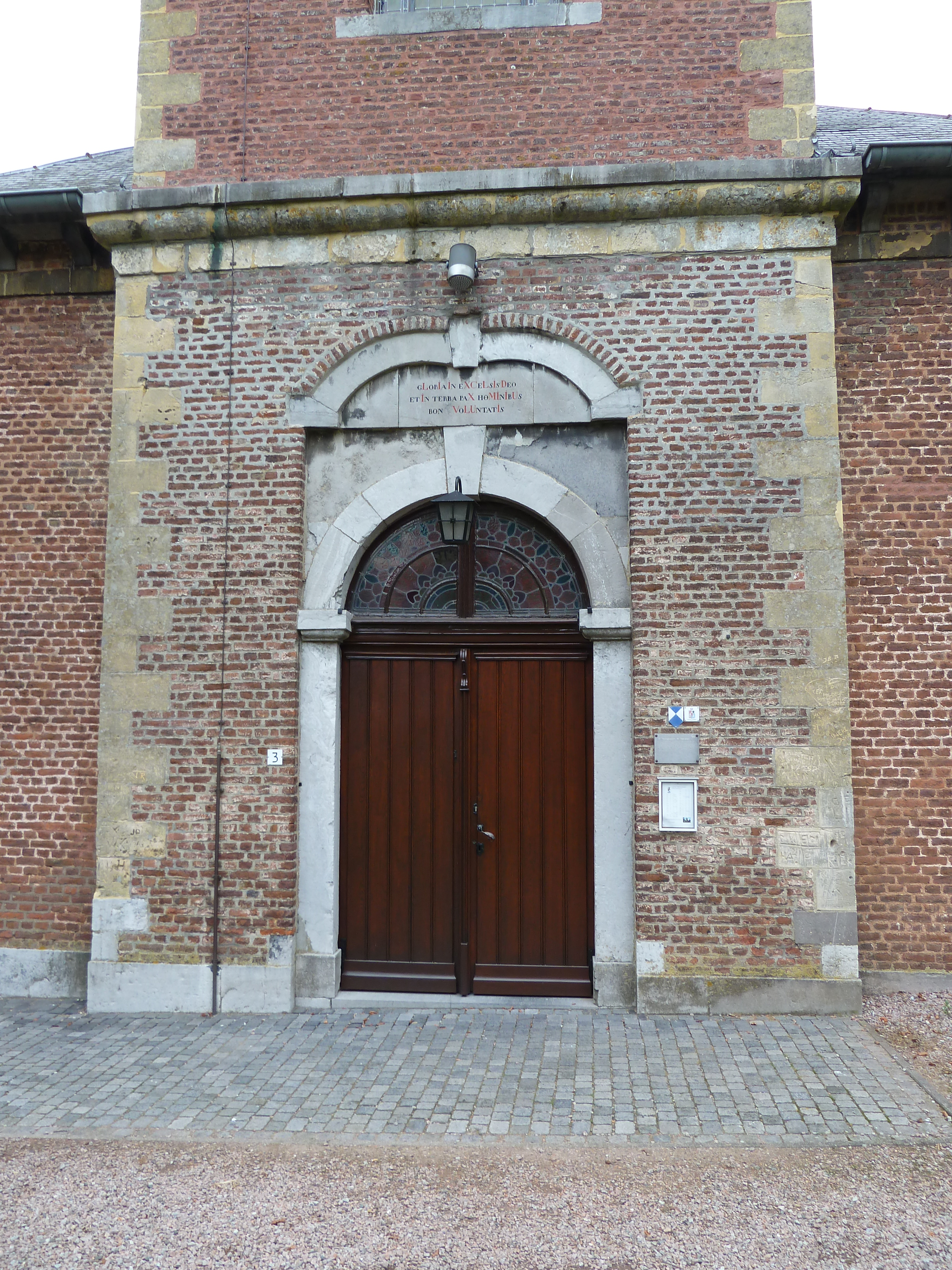

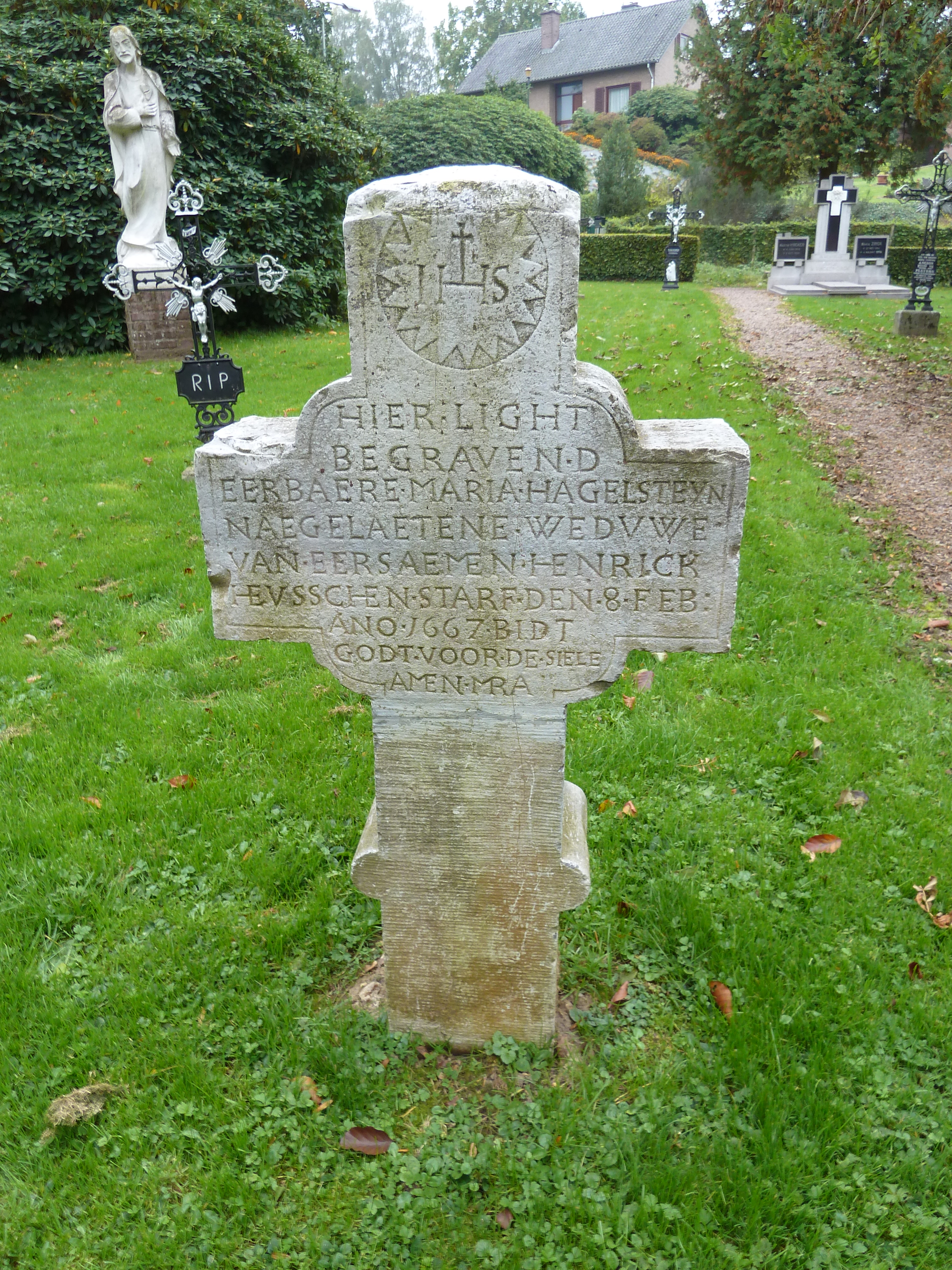
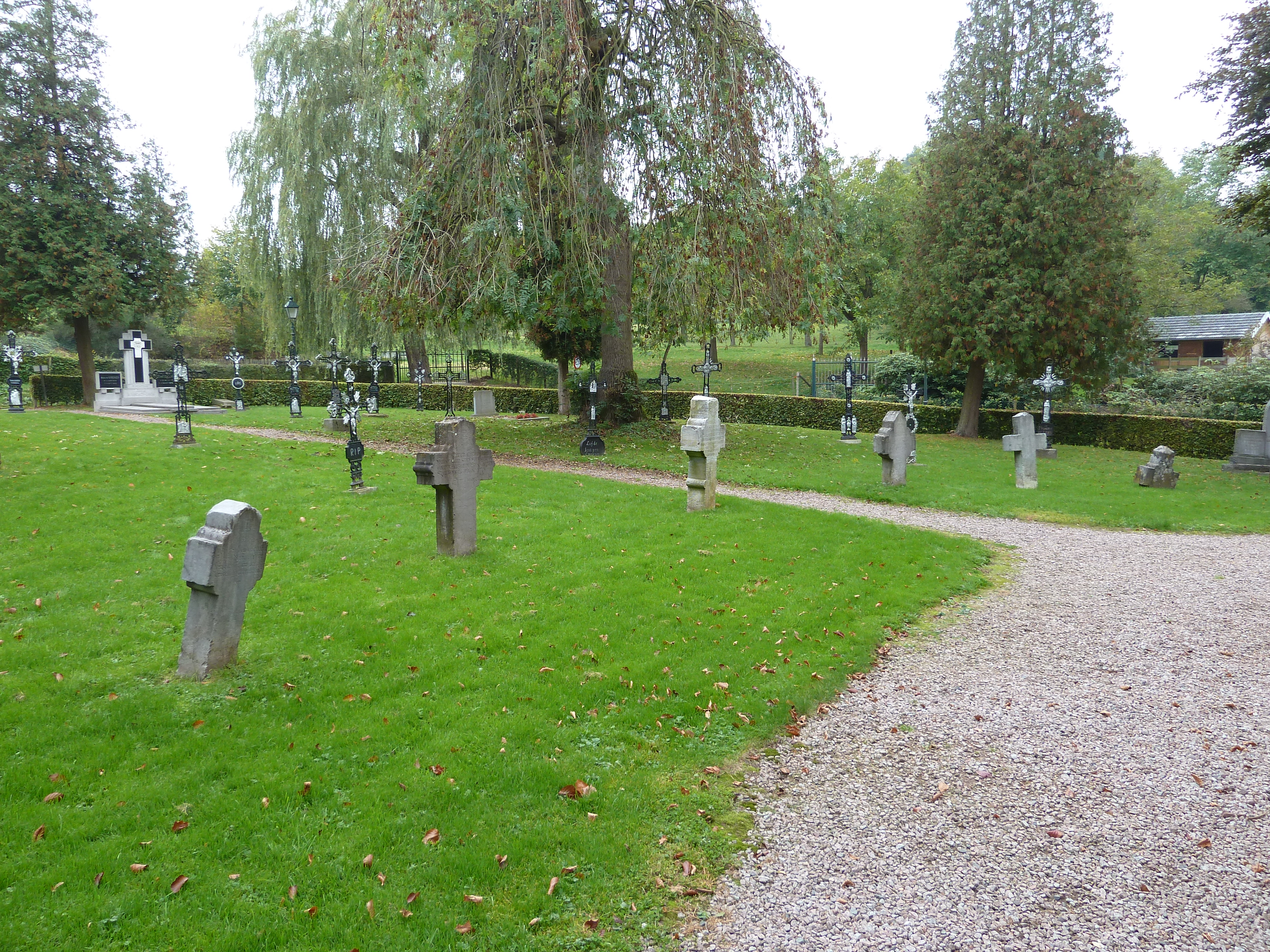
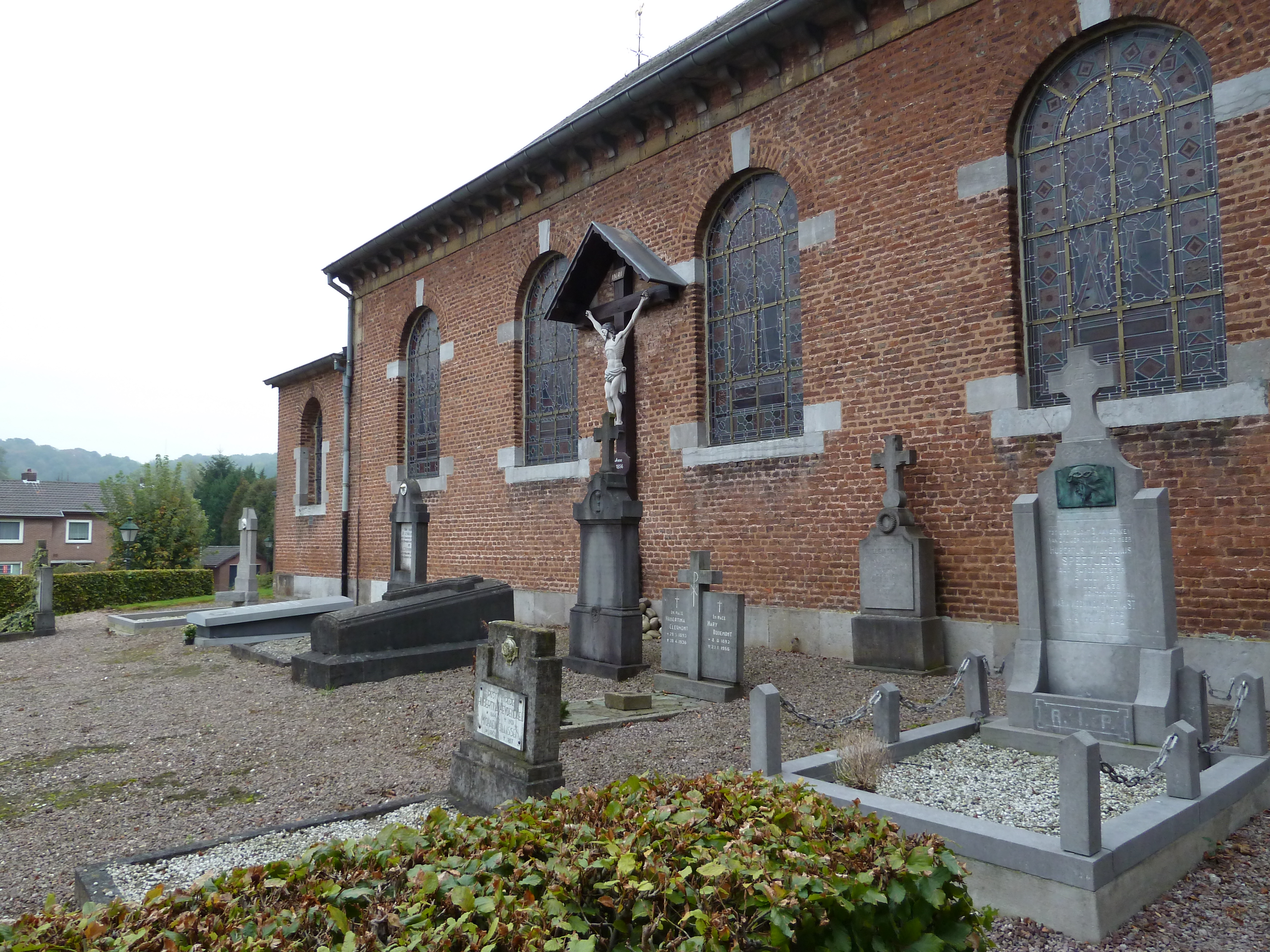